# Дорогорское сельское поселение
Дорого́рское се́льское поселе́ние или муниципальное образование «Дорогорское» —  упразднённое муниципальное образование со статусом сельского поселения в Мезенском муниципальном районе Архангельской области Российской Федерации.
Соответствует административно-территориальной единице в Мезенском районе — Дорогорскому сельсовету
Административный центр — деревня Дорогорское.

## География
Дорогорское сельское поселение находится в центре Мезенского муниципального района, на обоих берегах Мезени. На севере граничит с Мезенским городским поселением и Каменским городским поселением, на юге — с Козьмогородским сельским поселением и Жердским сельским поселением. На территории поселения выделяется приток Мезени, река Кимжа.

## История
Муниципальное образование было образовано в 2006 году.
До 1903 года в состав Дорогорской волости Мезенского уезда входили все поселения на полуострове Канин.

## Население
| 2010 | 2011 | 2012 | 2013 | 2014 | 2015 |
| ---- | ---- | ---- | ---- | ---- | ---- |
| 492  | ↘489 | ↘471 | ↗473 | ↘461 | ↘457 |
| 2016 | 2017 | 2018 | 2019 | 2020 | 2021 |
| ↘447 | ↘441 | ↘428 | ↘423 | ↘404 | ↘369 |

## Состав сельского поселения
В состав сельского поселения входят населённые пункты (деревни):
- Дорогорское
- Кимжа
- Тимощелье

## Экономика
- ТОС «Кимжа»
- Музей «Политов дом».
- Кимжа — старинный центр художественного литья (медные колокольцы, крестики и т. п.).